# Plantáž

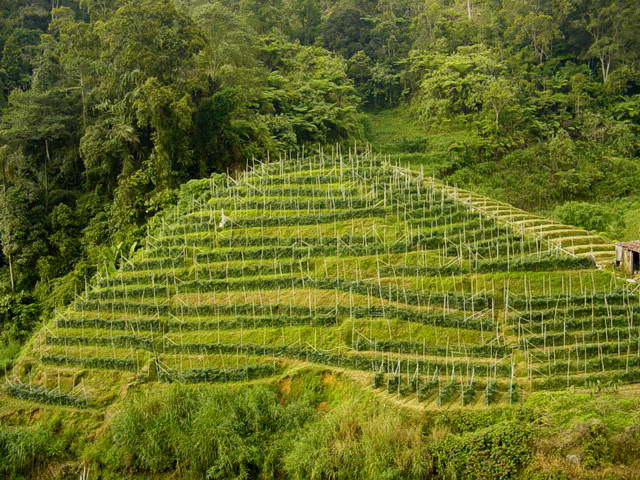
Čajová plantáž v Malajsii

Plantáž je druh zemědělského území, na kterém dochází k intenzivnímu pěstování monokulturní plodiny za účelem sklizně a následného prodeje. Plantáže jsou rozsáhlé pozemky, které jsou soustavně obhospodařovány lidskou činností, na kterých se nachází zájmová plodina. Toto soustředění plodiny v jednom místě je praktické z pohledu dostupnosti, ochrany, kontroly a sklízení.
Plantáže se využívají na celém světě v závislosti na plodině, která je na nich pěstována. Často se objevují v tropickém klimatickém pásmu, kde se využívají pro pěstování celé řady komodit jako tabák, bavlna, káva, kaučuk, čaj, banány, palma olejná atd. ale také v evropských zemích jako např. jahodové plantáže atd.
Na plantážích je plodina často sklízena ručně. Dříve byly tyto práce ve spoustě států prováděny otroky.

## Poznámka
Majitelé, případně i pověření správci plantáží jsou někdy označování slovem plantážník.